# MBDA
MBDA är Europas största utvecklare och tillverkare av robotvapen. MBDA bildades i december år 2001 efter en sammanslagning av vapentillverkare i Frankrike, Italien, Tyskland och Storbritannien.